# IBM WebSphere Application Server
IBM WebSphere Application Server (WAS) – serwer aplikacji JEE oferowany przez firmę IBM.
Jest platformą, na której uruchamiane są aplikacje Javy zgodne ze specyfikacją JEE (Java Enterprise Edition) / J2EE.
WebSphere Application Server zapewnia szereg usług. Przykładowo połączenia z bazami danych, obsługa wątków, rozkład obciążenia (workload management), które mogą być wykorzystywane przez aplikacje. IBM WebSphere działa na Linuxie i Windowsie.
Istnieją inne konkurencyjne serwery aplikacji, które też są implementacjami specyfikacji Java EE – patrz serwer aplikacji JEE.

## Wersje WebSphere Application Server
- Wersja 9.0.5.X Java SE 9
- Wersja 8.5.X  Java SE 8
- Wersja 8
wprowadzona w czerwcu 2011
wspiera Java SE 6
EJB 3.1
Contexts and Dependency Injection for Java (CDI) 1.0
Bean Validation 1.0
JavaServer Faces (JSF) 2.0
Java Servlet 3.0
Java Persistence API (JPA) 2.0
Java API for RESTful Web Services (JAX-RS) 1.1
Java API for XML-based Web Services (JAX-WS) 2.2
Enterprise Web Services 1.3 (JSR-109)
Java Architecture for XML Binding (JAXB) 2.2
wspiera OSGi, SCA
- Wersja 7
wprowadzona we wrześniu 2008
- Wersja 6.1
wprowadzona w czerwcu 2006
- Wersja 6
wprowadzona w grudniu 2004
specyfikacja J2EE 1.4
  - Express
  - Base
  - Network Deployment
- Wersja 5.1
- Wersja 5
specyfikacja J2EE 1.3
- Wersja 4
specyfikacja J2EE 1.2